# 圣埃里克主教座堂 (斯德哥尔摩)
圣埃里克主教座堂是一座罗马天主教的主教座堂，位于瑞典斯德哥尔摩市中心南部的南城（Södermalm）。它兴建于1892年，1953年天主教斯德哥爾摩教區成立时升格为主教座堂（目前仍是瑞典唯一的教区）。第二次世界大战后的移民，造成斯德哥爾摩和瑞典的天主教徒人数增加，老教堂不敷使用，于是由建筑师Hans Westman和Ylva Lenormand加以扩建，1983年罗马天主教会在瑞典重建200周年之际揭幕。
该堂得名于12世纪瑞典国王埃里克九世，被丹麦王子杀害，后来被称为殉道者和斯德哥尔摩的主保圣人，出现在该市的市徽中。

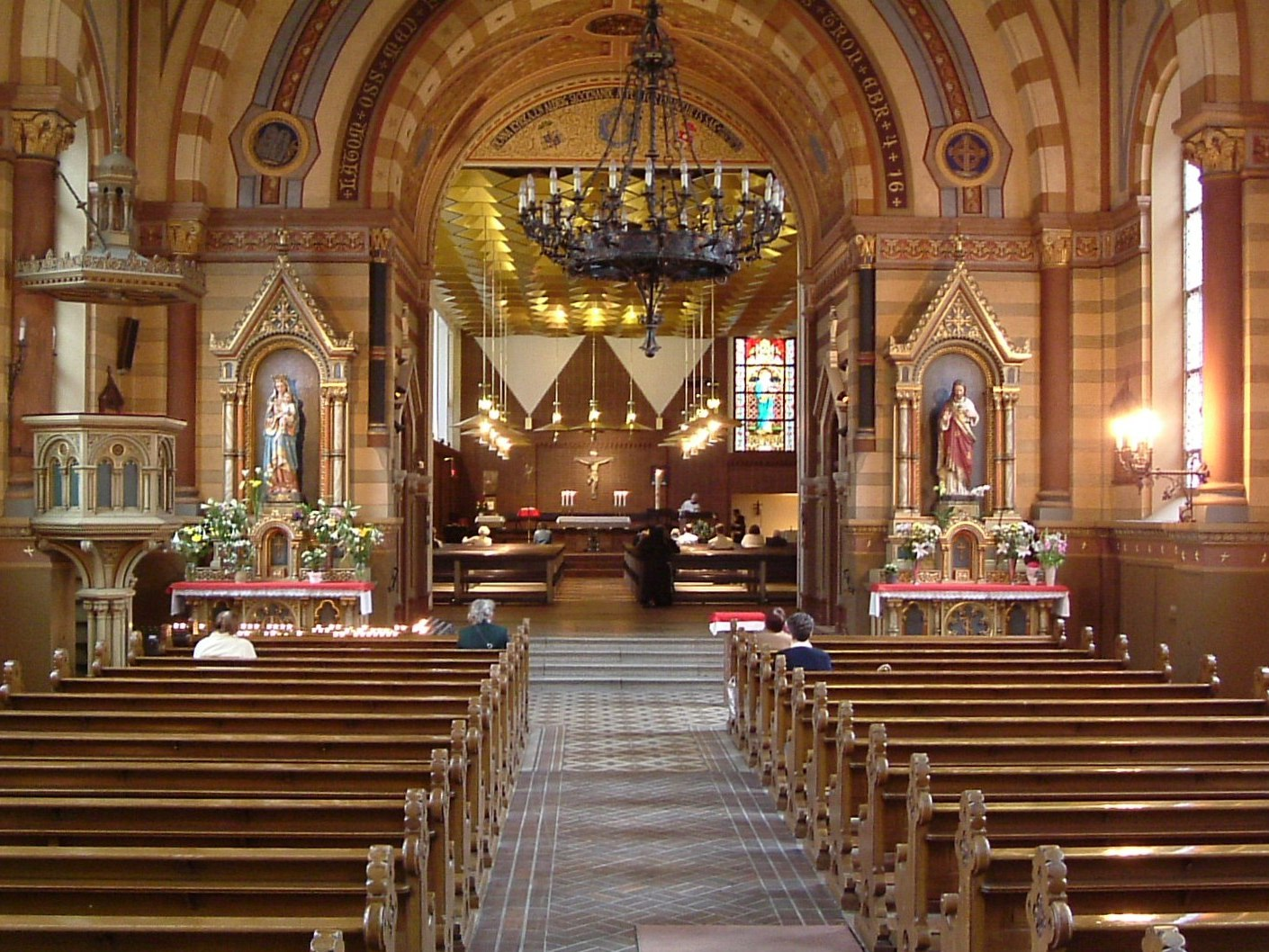
内部
黄白两色的旗帜